# سعید نقشبندی یزدی
سعید نقشبندی یزدی‌، متخلّص به سعیدا (۱۰۷۷–۱۱۰۵ ه‍.ق)، شاعر یزدی‌تبار سبک هندی یا اصفهانی سدهٔ یازدهم هجری و هم‌دورهٔ شاه سلیمان یکم است. او از زادگاه خود به اصفهان مهاجرت و در آن شهر سکونت کرد و برای گذران زندگی نیز به نقشبندی و شَعربافی که از مشاغل آن زمان بوده مشغول بوده‌است. سعیدا پیرو مذهب ابوحنیفه و طریقت نقشبندیه بوده و خود را متأثر از خوان جامی، نظامی، سنایی و عطّار دانسته، ارادت ویژه‌ای به خواجهٔ شیراز داشت و با صائب تبریزی، مراوده داشت.